# Cantón de Castries
El cantón de Castries era una división administrativa francesa, que estaba situada en el departamento de Hérault y la región de Languedoc-Rosellón.

## Composición
El cantón estaba formado por dieciocho comunas:
- Assas
- Baillargues
- Beaulieu
- Buzignargues
- Castries
- Galargues
- Guzargues
- Jacou
- Montaud
- Restinclières
- Saint-Brès
- Saint-Drézéry
- Saint-Geniès-des-Mourgues
- Saint-Hilaire-de-Beauvoir
- Saint-Jean-de-Cornies
- Sussargues
- Teyran
- Vendargues

## Supresión del cantón de Castries
En aplicación del Decreto nº 2014-258 de 26 de febrero de 2014, el cantón de Castries fue suprimido el 22 de marzo de 2015 y sus 18 comunas pasaron a formar parte; diez del nuevo cantón de Le Crès, seis del nuevo cantón de Saint-Gèly-du-Fesc, una del nuevo cantón de Lunel y una del nuevo cantón de Montpellier-Castelnau-le-Lez.